# Neuer Friedhof (Bad Honnef)

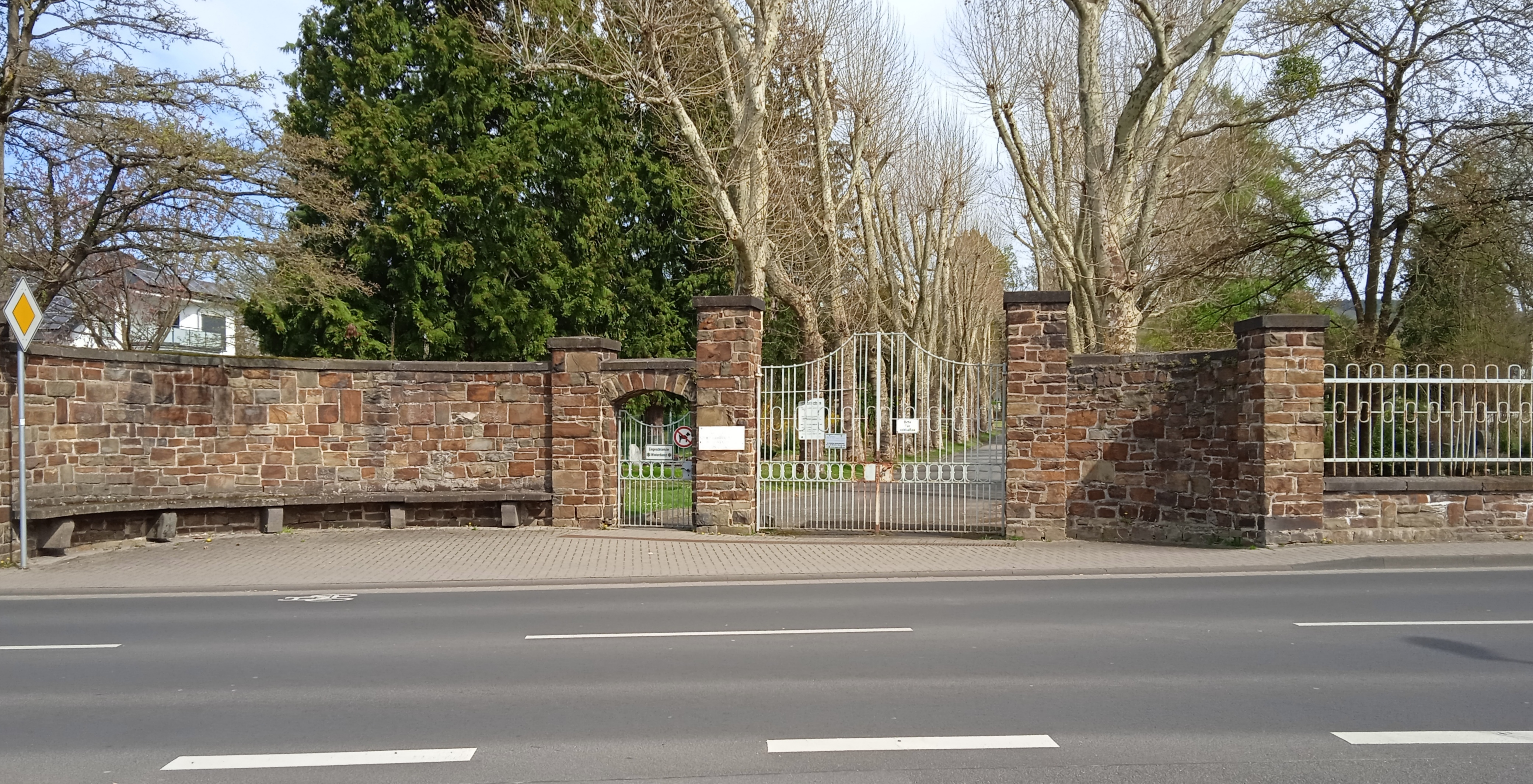
Eingang zum Neuen Friedhof (2025)

Der Neue Friedhof in Bad Honnef, einer Stadt im nordrhein-westfälischen Rhein-Sieg-Kreis, wurde 1910/11 angelegt. Er liegt im Süden der Stadt an der Linzer Straße (Landesstraße 547), wird im Norden durch den Krachsnußbaumweg begrenzt und erstreckt sich nach Osten bis zu den Häusern am Dellenweg am Westrand des Stadtteils Selhof.
Die Begräbnisstätte ergänzte nach einem Beschluss aus dem Jahre 1907 den ebenfalls an der Linzer Straße gelegenen Alten Friedhof; die erste Beisetzung erfolgte hier im März 1912. Zur Zeit seiner Neuanlage befand sich der Friedhof noch weiter als ursprünglich der alte außerhalb der Stadt inmitten unbebauten Geländes. Für 16 oder 22 Opfer des Ersten Weltkriegs wurde auf dem Neuen Friedhof ein Ehrenfriedhof geschaffen, der 1922 mit einem vom Bildhauer Karl Menser entworfenen und ausgeführten Denkmal ausgestattet wurde. 1928 wurde ein neues Hochkreuz als zentrales Friedhofskreuz errichtet, entworfen und ausgeführt von Nikolaus Steinbach. 1933 folgte der Bau einer Friedhofskapelle. Auf der Kriegsgräberstätte ruhen außerdem 62 Tote des Zweiten Weltkriegs. Von Herbst 1967 bis Sommer 1968 kam es nach der erforderlichen Einziehung eines Feldwegs zu einer Friedhofserweiterung nach Süden hin. Die heutige Friedhofskapelle wurde 1976/77 in Form eines Zeltdaches errichtet. Der Ehrenteil des Friedhofs ist einer von vier Orten in Bad Honnef, an denen Bürgermeister und Stadtrat jährlich zum Volkstrauertag gedenken. Der Friedhof steht auch der Bestattung von Verstorbenen mit Hauptwohnsitz in Rheinbreitbach offen.

## Beigesetzte Persönlichkeiten
- Johann Gelsdorf (1859–1918), Bauunternehmer
- Johannes Radke (1853–1938), Architekt und Baubeamter
- Rudolf Herzog (1869–1943), Schriftsteller, Journalist, Dichter und Erzähler, lebte zuletzt in Rheinbreitbach
- Bodo von Wartenberg (1890–1954), Generalmajor der Wehrmacht
- Wilhelm Kreis (1873–1955), Architekt und Hochschullehrer
- Josef Rings (1878–1957), Architekt und Stadtplaner[21]
- Ferdinand Albert Pax (1885–1964), Zoologe
- Erich Roehrbein (1892–1964), Jurist
- Werner Friedrich (1886–1966), Verwaltungsjurist
- Franzjosef Schneider (1888–1972), Heimatdichter
- August Haag (1890–1975), Gymnasiallehrer und Heimatforscher
- Hans Kleinschmidt (1885–1977), Kinderarzt und Hochschullehrer
- Lina Buscham (1889–1978), Politikerin
- Egon Kubuschok (1902–1981), Jurist
- Carl Birkenstock (1900–1982), Unternehmer[22]
- Ernst Nellessen (1928–1982), katholischer Theologe, Hochschullehrer und Priester
- Werner Vreden (1924–1990), Bauingenieur
- Georg Kliesing (1911–1992), Politiker
- Hajo Bernett (1921–1996), Sporthistoriker und Hochschullehrer
- Hans Schwarz (1912–1996), Schwimmer
- Modest Graf von Korff (1909–1997), Verwaltungsjurist und Militärperson im Zweiten Weltkrieg
- Wilhelm Schneemelcher (1914–2003), evangelischer Theologe
- Jörg Haustein (1957–2004), evangelischer Theologe
- Günter Ashauer (1934–2007), Wirtschaftspädagoge
- Helmut Arntz (1912–2007), Indogermanist und Runologe
- Manfred Hansmann (1936–2009), Gynäkologe
- Klaus Wirtgen (1938–2010), Journalist
- Adolf Nekum (1925–2011), Heimatforscher
- Anneliese Poppinga (1928–2015), Politikwissenschaftlerin
- Georg Loos (1943–2016), Unternehmer und Automobilrennfahrer
- Peter Hintze (1950–2016), Politiker[23]
- Wolfgang Schrage (1928–2017), evangelischer Theologe
- Hans-Jörg Kuebart (1934–2018), Generalleutnant der Luftwaffe
- Peter Türler (1934–2022), Architekt
- Damo Suzuki (1950–2024), japanischer Musiker